# 高野瀬宗則

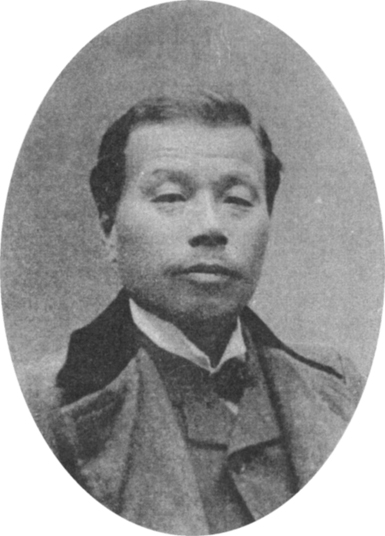
高野瀬宗則

高野瀬 宗則（たかのせ むねのり、1852年11月3日（嘉永5年9月22日） - 1915年（大正4年）4月3日）は、理学士。東京物理学講習所（後の東京物理学校、現在の東京理科大学）の創立者の一人である。

## 経歴
- 1852年（嘉永5年） - 近江国彦根に生まれる。
- 1871年（明治4年） - 貢進生となり、大阪南校（後の開成学校、東京大学）に入学する。
貢進生制度廃止後、私費で開成学校に入学。
- 1879年（明治12年）7月 - 東京大学仏語物理学科第2期卒業。
卒業後は、駒場農学校で教鞭をとる。
- 1881年（明治14年） - 東京物理学講習所の創立者の一人となる。
- 1883年（明治16年） - 東京物理学講習所所長を辞する。
- 1885年（明治18年） - 東京物理学校維持同盟員となる。
- 1886年（明治19年） - 農商務省工務局権度課長となる。
- 1891年（明治24年） - 度量衡法を制定する。
- 1894年（明治27年）3月 - 大日本度量衡協会（後に、日本度量衡協会、日本計量協会、現在の日本計量振興協会）設立に伴い、副会長となる。
- 1907年（明治40年） - 退官し、大日本度量衡株式会社を設立。

## 栄典
- 1900年（明治33年）9月21日 - 従五位[2]

## 閲書
- 鈴木栄蔵編、高野瀬宗則閲『物理試験問題答案』上原書店、1891年（明治24年）5月
- 竹林佐介著、高野瀬宗則閲『度量衡制度詳解』自治館、1899年（明治32年）2月